# Смарт, Джин
Джин Эли́забет Смарт (англ. Jean Elizabeth Smart; род. 13 сентября 1951) — американская актриса, шестикратный лауреат премии «Эмми», а также двухкратная лауреат премии «Золотой глобус». Известна своими комедийными ролями, получила признание критиков за роль Марты Логан в телесериале «24 часа», роль Деборы Вэнс в сериале «Хитрости» и роль Хелен в мини-сериале «Мейр из Исттауна».
В 2021 году Смарт стала второй актрисой после Бетти Уайт, выигравшей во всех трёх комедийных номинациях «Эмми».

## Ранние годы
Смарт родилась в Сиэтле, Вашингтон, в семье учителей Кей и Дугласа Смарт. Она была вторым из четырёх детей. Когда Смарт исполнилось 13 лет у неё диагностировали диабет типа 1. В 1969 году окончила среднюю школу Баллард в Сиэтле. Во время учёбы в Вашингтонском университете Смарт состояла в женском клубе «Альфа-Дельта-Пи».

## Карьера
После окончания университета Смарт начала свою карьеру в Бродвейском театре. В 1981 года она сыграла свою первую дебютную роль Марлен Дитрих в постановке «Пиаф», а в 1984 году в её телевизионной версии. Также, в 1981 году Смарт была номинирована на премию Драма Деск за исполнение в постановке «Прошлым летом в бухте голубой рыбы». В конце 1970-х— начале 1980-х Смарт начала появляться на телевидении в небольших ролях, например «Факты из жизни», «Элис» и «Ремингтон Стил». Первой заметной работой стала роль Шарлин Фрейзер Стилфилд в комедийном сериале «Создавая женщину», в котором она снималась с 1986 по 1991 год.
После ухода из проекта «Создавая женщину», Смарт снималась в основном в средних ролях в телевизионных фильмах. В 1992 году она сыграла серийного убийцу Эйлин Уорнос в телевизионном фильме «Массовое убийство: История Эйлин Уорнос», в 1994 году Ори Бакстер в телевизионной версии «Йирлинга». В 1995 году Смарт снялась в мини-сериале «Скарлетт» и фильме «Фильм о семейке Брейди». В 1998 году она появилась в ситкоме «Стиль и вещество». Её другие роли в 1990-е включают фильмы «Чрезмерное влияние», «Странная парочка II» и «Гвиневер».

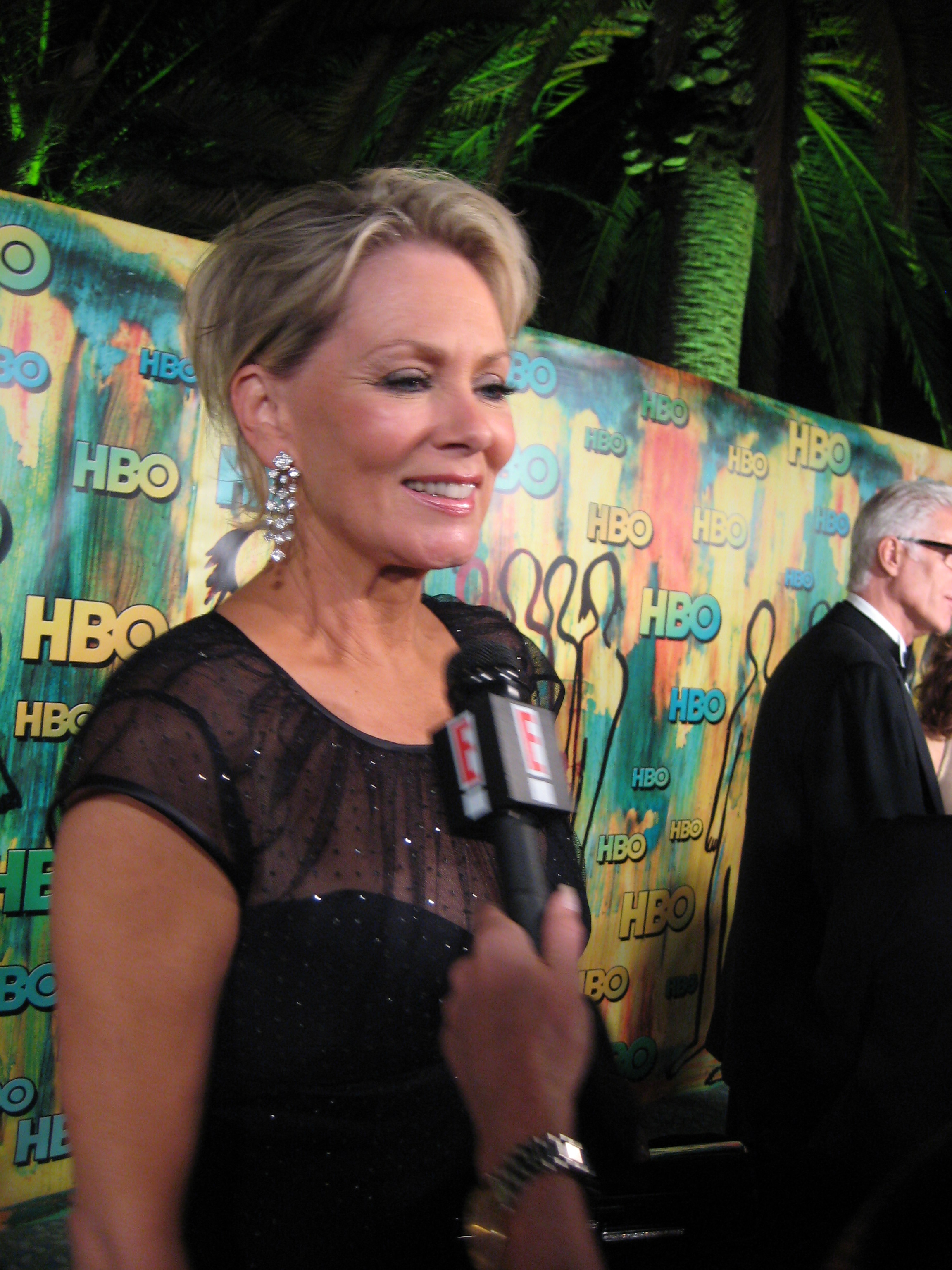
Смарт на вручении премии «Эмми» в 2008 году.

В 2000 году Смарт получила роль Лорны Линли в ситкоме «Фрейзер». Она получила за эту роль две премии Эмми в номинации «Выдающаяся актриса в комедийном сериале». В 2001 году Смарт была номинирована на премию «Тони» за комедию «Человек, который пришёл к обеду». Далее она снялась в роли Стеллы Перри в фильме «Стильная штучка», Кейт Сандерсон в «Дом вверх дном» и Кэрол в «Стране садов». Также она озвучила мультфильм «Облонги» и появилась в сериале «Район» в роли руководителя детективов полицейского департамента.
С 2002 по 2007 год Смарт озвучивала Энн в мультсериале «Ким Пять-с-плюсом», а в 2004 году сыграла главную роль в ситкоме «Центр вселенной». В январе 2006 года она присоединилась к актёрскому составу сериала «24 часа», сыграв Первую леди США Марту Логан, жену вымышленного президента Чарльза Логана. Её работа была оценена критиками, и в 2006 и 2007 годах она была номинирована на премию «Эмми» в категории «Лучшая актриса второго плана в драматическом сериале» и «Выдающаяся актриса в драматическом сериале».
В 2008 году Смарт получила премию «Эмми» в номинации «Лучшая актриса второго плана в комедийном сериале» за роль Реджины Ньюли в сериале «Кто такая Саманта?», в котором она участвовала с 2007 по 2009 год.
С 2010 по 2011 год Смарт играла роль губернатора штата Гавайи в сериале «Гавайи 5.0».

## Личная жизнь
Смарт состояла в браке с актёром Ричардом Джиллилендом с 1987 года до его смерти в 2021, с которым она познакомилась во время съёмок сериала «Создавая женщину». У пары есть сын Коннор Дуглас (25.10.1989). В мае 2009 года супруги удочерили девочку из Китая, названную Бонни Кэтлин. Смарт участвовала в 2008 году в кампании Барака Обамы и Джона Эдвардса.

## Избранная фильмография
| Год          |    | Русское название                      | Оригинальное название                                   | Роль                            |
| ------------ | -- | ------------------------------------- | ------------------------------------------------------- | ------------------------------- |
| 1984         | тф | Пиаф                                  | Piaf                                                    | Марлен Дитрих                   |
| 1984         | ф  | Вспышка                               | Flashpoint                                              | Дорис                           |
| 1984         | ф  | Протокол                              | Protocol                                                | Элла                            |
| 1986         | ф  | Клин клином                           | Fire with Fire                                          | сестра Мэри                     |
| 1986—1991    | с  | Создавая женщину                      | Designing Women                                         | Чарлин Оливия Фрейзер Стиллфилд |
| 1992         | ф  | Любовница                             | Mistress                                                | Патриция Райли                  |
| 1993         | ф  | Дорога домой: Невероятное путешествие | Homeward Bound: The Incredible Journey                  | Кейт                            |
| 1993         | мс | Бэтмен                                | Batman: The Animated Series                             | Хелен Вентрикс                  |
| 1994         | с  | Скарлетт                              | Scarlett                                                | Салли Брютон                    |
| 1995         | ф  | Фильм о семейке Брейди                | The Brady Bunch Movie                                   | Дина Диттмайер                  |
| 2000         | ф  | Малыш                                 | The Kid                                                 | Дейдра Лефевр                   |
| 2000—2001    | с  | Фрейзер                               | Frasier                                                 | Лана Гарднер / Лорна Линли      |
| 2001         | мс | Облонги                               | The Oblongs                                             | Пиклс Облонг                    |
| 2002         | ф  | Стильная штучка                       | Sweet Home Alabama                                      | Стелла Кей Перри                |
| 2002—2007    | мс | Ким Пять-с-плюсом                     | Kim Possible                                            | доктор Энн Пять-с-плюсом        |
| 2003         | ф  | Дом вверх дном                        | Bringing Down the House                                 | Кейт Сандерсон                  |
| 2003         | тф | Инстинкт убийцы                       | Killer Instinct: From the Files of Agent Candice DeLong | Кэндис Делонг                   |
| 2004         | ф  | Страна садов                          | Garden State                                            | Кэрол                           |
| 2006—2007    | с  | 24 часа                               | 24                                                      | Марта Логан                     |
| 2007—2009    | с  | Кто такая Саманта?                    | Samantha Who?                                           | Реджина Ньюли                   |
| 2009         | ф  | Бунтующая юность                      | Youth in Revolt                                         | Эстель Твисп                    |
| 2010         | ф  | Всё к лучшему                         | Barry Munday                                            | Кэрол Мандей                    |
| 2010—2011    | с  | Гавайи 5.0                            | Hawaii Five-0                                           | губернатор Пэт Джеймсон         |
| 2015         | с  | Фарго                                 | Fargo                                                   | Флойд Герхардт                  |
| 2016         | ф  | Расплата                              | The Accountant                                          | Рита Блэкберн                   |
| 2017—2019    | с  | Легион                                | Legion                                                  | Мелани Бёрд                     |
| 2018         | ф  | Сама жизнь                            | Life Itself                                             | Линда Дэмпси                    |
| 2018—2020    | с  | Грязный Джон                          | Dirty John                                              | Арлейн Харт                     |
| 2019         | с  | Хранители                             | Watchmen                                                | Лори Блейк                      |
| 2020         | ф  | Искусственный интеллект               | Superintelligence                                       | Президент Монахан               |
| 2021         | с  | Мейр из Исттауна                      | Mare of Easttown                                        | Хелен Фэйхи                     |
| 2021 — н. в. | с  | Хитрости                              | Hacks                                                   | Дебора Вэнс                     |
| 2021         | ф  | Роман с кукушкой                      | Senior Moment                                           | Кэролайн Саммерс                |
| 2022         | ф  | Вавилон                               | Babylon                                                 | Элинор Сент-Джон                |
| 2022         | ф  | Полевой цветок                        | Wildflower                                              | Пэг                             |